# Sani-myeon
Sani-myeon (koreanska: 산이면) är en socken i Sydkorea. Den ligger i kommunen Haenam-gun i provinsen Södra Jeolla, i den södra delen av landet, 325 km söder om huvudstaden Seoul.